# Felipe Carrillo Puerto (Messico)
Felipe Carrillo Puerto è una municipalità dello stato di Quintana Roo, nel Messico meridionale, con capoluogo la località omonima.
Conta 75.026 abitanti (2010) e ha una estensione di 13.806 km².
Il nome della municipalità ricorda Felipe Carrillo Puerto, governatore dello stato di Yucatán e leader del Partido Socialista del Sureste.